# EKAM
EKAM ali E.K.A.M. (Eidiki Katastaltiki Antitromokratiki Monada) je grška protiteroristična enota, ki je bila ustanovljena leta 1984 in ima nalogo reševati najbolj kritične teroristične situacije na ozemlju svoje države.

## Osnovni podatki
Od svoje ustanovitve naprej se ta posebna enota grške policije uri za najbolj nevarne akcije in je v dobrih dveh desetletjih svojega obstoja dosegla stopnjo visoke usposobljenosti, ki jo postavlja ob bok nemškemu GSG-9 in francoskemu GIGN-u. Enota šteje 150 članov, v razširjeni obliki pa okoli 200.
Sedež enote je v Atenah, njeni oddelki pa so razporejeni po vseh večjih mestih v Grčiji. Kriteriji za vstop v to elitno enoto so visoki: najmanj pet let službe v policiji in uspešno opravljanje težkih psihofizičnih testov. Prednost pri vstopu imajo policisti, ki so opravili protiteroristični tečaj v šoli za Rangerje grške vojske.
Enota deluje tudi v boju proti organiziranemu kriminalu, nudi varstvo pomembnih javnih oseb, sodeluje pri akcijah navadne policije in daje podporo vladnim agencijam. Med pomembne akcije, ki jih je izvedla EKAM sodijo razkrivanje revolucionarne organizacije 17. november, reševanje talcev iz zajetega turškega letala ter varovanje OI v Atenah leta 2004.

### Struktura, oborožitev in oprema
Osnovna struktura EKAM-a so SWAT timi, ki so glavni napadalni elementi enote. Poleg njih so v enoti tudi ostrostrelski, padalski, smučarski in medicinski timi ter specijalisti za javni red in mir. 
EKAM je opremljen in oborožen po najvišjih standardih za tovrstne enote. Njihova oborožitev obsega:
- brzostrelke Heckler & Koch MP-5 in pridušene različice MP-5 SD ter skrajšane različice MP-5 K
- brzostrelke FN P-90
- jurišne puške M-16 in Colt M-4 ter AK-47
- polavtomatske pištole Glock 21, SIG Sauer P229, FN Five-Seven
- revolverji Ruger v kalibru .357
- ostrostrelne puške SAKO
- polavtomatske ostrostrelne puške Heckler & Koch G3/SG1
- ostrostrelne puške Accuracy International AW
- polavtomatske ostrostrelne puške Stoner SR
- šibrenice Remington 870
- granate s plinom CS
- granate bliska in poka (flashbang)

Od varovalne opreme je enota oskrbljena z balističnimi čeladami, protipožarnimi oblekami, neprebojni jopiči s taktičnimi površniki, plinskimi maskami, telekomunikacijsko opremo, nočno in IR optiko, opremo za potapljanje in plezanje, prisluškovalno in nadzorno tehniko ter ostalo nujno potrebno opremo.

### Usposabljanje
Po vstopu v EKAM čaka člane trimesečno usposabljanje, ki obsega borilne veščine, taktične treninge, streljanje, ostrostrelski tečaj, tečaj plezanja, rokovanje z eksplozivi, potapljaški tečaj, delovanje iz helikopterja, vpadanje v objekt ter urbano bojevanje in osvobajanje talcev. Med svojim nadaljnjim urjenjem EKAM sodeluje s sorodnimi enotami iz Evrope kot so britanski SO, nemški SEK, avstrijska EKO Cobra, francoski RAID, španski GEO, pa tudi s sorodnimi enotami iz ZDA.